# Сан-Гонсалу-ду-Гургея

Сан-Гонсалу-ду-Гургея на карте штата.

Сан-Гонсалу-ду-Гургея (порт. São Gonçalo do Gurguéia) — муниципалитет в Бразилии, входит в штат Пиауи. Составная часть мезорегиона Юго-запад штата Пиауи. Входит в экономико-статистический микрорегион Алту-Медиу-Гургея. Население составляет 2825 человек на [2010 год. Занимает площадь 1385,300 км². Плотность населения — 2,04 чел./км².

## Демография
Согласно сведениям, собранным в ходе переписи 2010 г. Национальным институтом географии и статистики (IBGE), население муниципалитета составляет:
| Полное население                               | Полное население                               | Полное население                               | Полное население                               | 2825  |
| ---------------------------------------------- | ---------------------------------------------- | ---------------------------------------------- | ---------------------------------------------- | ----- |
| в том числе:                                   | Городское население                            | 1219                                           | Процент городского населения, %                | 43,15 |
|                                                | Сельское население                             | 1606                                           | Процент сельского населения, %                 | 56,85 |
|                                                | Мужское население                              | 1464                                           | Процент мужского населения, %                  | 51,82 |
|                                                | Женское население                              | 1361                                           | Процент женского населения, %                  | 48,18 |
| Плотность населения, чел/км²                   | Плотность населения, чел/км²                   | Плотность населения, чел/км²                   | Плотность населения, чел/км²                   | 2,04  |
| Население муниципалитета в % к населению штата | Население муниципалитета в % к населению штата | Население муниципалитета в % к населению штата | Население муниципалитета в % к населению штата | 0,09  |

По данным оценки 2016 года, население муниципалитета составляет 2960 жителей.

## Статистика
- Валовой внутренний продукт на 2003 год составляет 3 708 827 реалов (данные: Бразильский институт географии и статистики).
- Валовой внутренний продукт на душу населения на 2003 год составляет 1562,93 реалов (данные: Бразильский институт географии и статистики).
- Индекс развития человеческого потенциала на 2000 год составляет 0,579 (данные: Программа развития ООН).